# Pygargue de Pallas
Haliaeetus leucoryphus
Espèce
Statut de conservation UICN

 EN  : En danger
Statut CITES

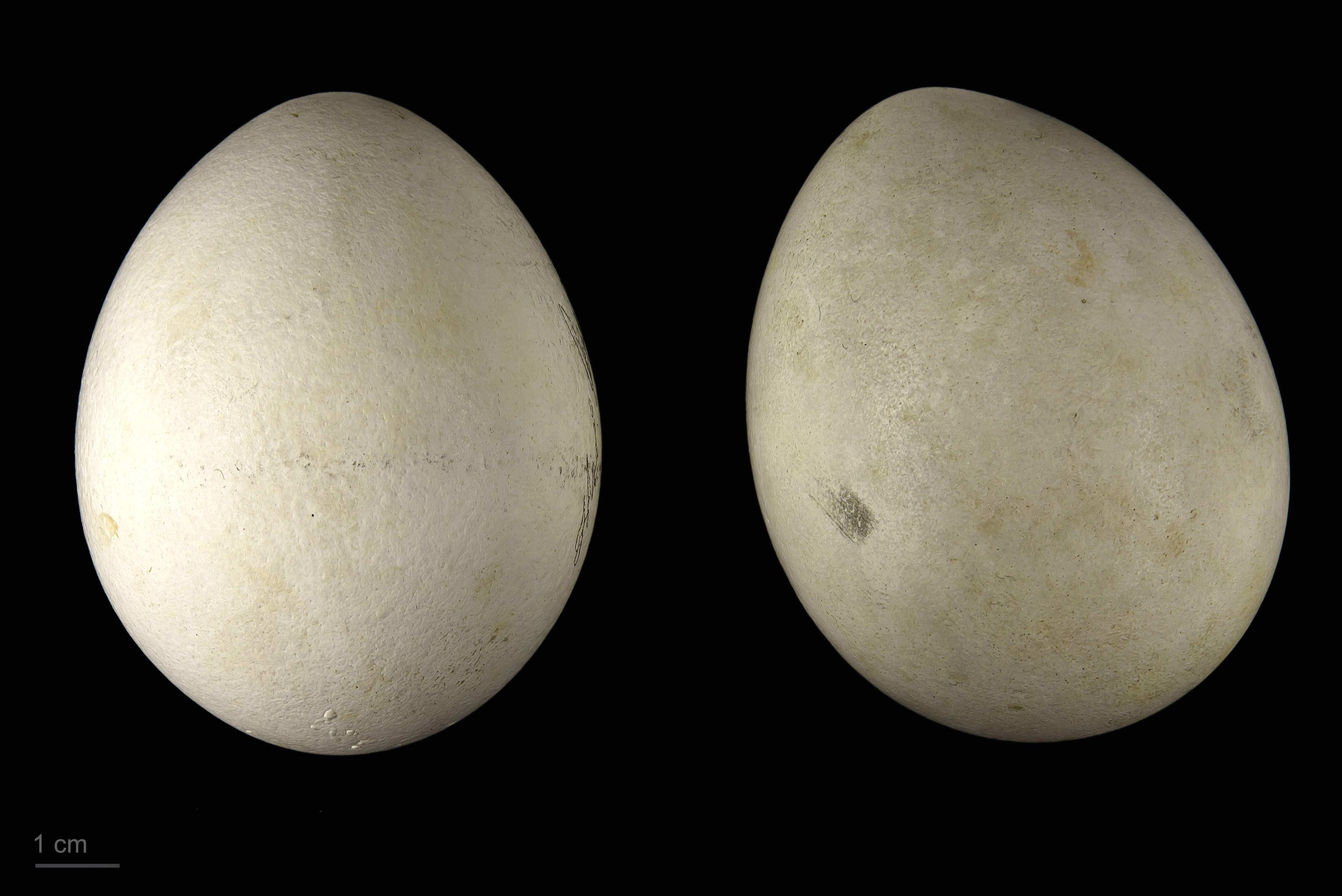
Haliaeetus leucoryphus - MHNT

Le Pygargue de Pallas (Haliaeetus leucoryphus) est une espèce d'oiseau de proie est asiatique. On le trouve du Kazakhstan au nord-ouest de la Mongolie et au nord de la Birmanie.
Ce pygargue possède un appétit gargantuesque. Il est tellement vorace que la faim lui fait pêcher des poissons bien trop gros pour lui. Quand sa victime est trop grosse, il la traîne sur la rive ou doit parfois la relâcher.
C’est un oiseau pêcheur qui survole les fleuves et lacs d’Asie centrale et plonge, serres en avant, dès qu’une proie est repérée.

## Alimentation
Son menu est varié : tortues d’eau douce, oiseaux, reptiles, batraciens, mammifères, œufs, charognes ….
C’est un opportuniste qui n’hésite pas à voler aux jeunes des autres espèces de rapaces le dîner apporté par les parents dès que ces derniers ont le dos tourné.

## Reproduction
Il niche dans les roseaux ou sur un arbre. La femelle pond deux œufs qu’elle incube pendant environ 30 jours.

## Population
Cette espèce est en voie d’extinction. Sa population serait comprise entre 2500 et 10000 individus selon l'UICN, qui le classe comme "vulnérable" .